# USS Энтерпрайз (NCC-1701-D)
Энтерпрайз D (англ. USS Enterprise (NCC-1701-D) или Enterprise-D) — вымышленный звездолёт из вселенной Звёздного пути. Является главным местом действия сериала Звёздный путь: Следующее поколение и фильма Звёздный путь: Поколения. Это пятый звездолёт, носящий имя «Энтерпрайз». Для того, чтобы отличать его от предыдущих «Энтерпрайзов», используется название «Энтерпрайз D» (то есть с D в качестве суффикса), но в сериале его очень часто называют просто «Энтерпрайз».
Корабль «Энтерпрайз NCC-1701-D» также появляется в первой серии сериала «Звёздный путь: Глубокий космос 9» «Эмиссар», в последней серии сериала «Звёздный путь: Энтерпрайз» «Эти путешествия…», а также в фильме «Звёздный путь: Поколения», в котором двигательный отсек был уничтожен в результате взрыва варп-ядра, а жилой отсек совершил жёсткую посадку на поверхность планеты Веридиан III. Это было последнее путешествие звездолёта.

## Дизайн
Разработал внешний вид и интерьеры звездолёта Эндрю Проберт (англ. Andrew Probert), который участвовал при усовершенствовании облика первого Энтерпрайза для «Звёздный путь: Фильм». В том проекте его основной задачей была работа над внешним видом мостика, но среди набросков был рисунок из серии «А что, если?…». Этот набросок увидел один и сценаристов, Девид Геррольд (англ. David Gerrold), и показал его Джину Родденберри. 
Industrial Light & Magic — компания, специализирующаяся на спецэффектах, — под руководством Иза Оувьюнга (англ. Ease Owyeung) построила для пилотной серии «Следующего поколения» «Встреча в Фарпоинте» две модели корабля «Энтерпрайз NCC-1701-D» — одну длиной около 60 сантиметров, вторую — чуть меньше двух метров. Обе эти модели были способны на отделение жилого отсека. Согласно «Техническому Руководству „Звёздный путь: Следующее поколение“», их стоимость составила 75 000 долларов. Эти модели использовались при работе над первыми двумя сезонами. Для третьего сезона сериала была сделана ещё одна модель — около 1,20 м в длину, которая было оборудована устройством для приземления.
В октябре 2006 года все модели звездолёта, некоторый реквизит, части декораций и костюмы франчайза «Звёздный путь» были выставлена на торги «Кристис» в Нью-Йорке. Стартовая цена двухметровой модели Энтерпрайза была между 20 тыс. и 30 тыс. долларов, однако торги по этому лоту остановились на сумме в 576 тыс. долларов. Модель стала самой дорогой вещью, купленной на этом аукционе.
Для фильма «Звёздный путь: Поколения» Джоном Ноллом (англ. John Knoll) была сделана 3D-модель звездолёта на основе графики CGI и при использовании технологии 3D-Electric Image изображения (англ. Electric Image Animation System) . Позже она была усовершенствована на базе программы Lightwave 3D и использовалась для создания различных кораблей класса «Галактика» (однотипных «Энтерпрайзу-D») в сериале «Звёздный путь: Глубокий космос девять» и в эпизоде Timeless сериала «Звёздный путь: Вояджер». 
Внешний вид корабля «Энтерпрайз NCC-1701-D» отличается от внешнего вида корабля «Энтерпрайз NCC-1701» из «Звёздного пути: Оригинальный сериал», несмотря на то, что дизайнеры постарались сохранить «фамильные» двойные варп-гондолы и внешний вид жилого отсека. В частности, гондолы были сделаны несколько более компактными, чем то, что на первый взгляд теоретически требовали размеры жилого отсека. Это многим показалось достаточным для утверждения, что если бы «Энтерпрайз NCC-1701-D» был реальным звездолётом, то мощности его двигательной установки при таких размерах было бы недостаточно для нормального функционирования. Но по легенде «Звёздного пути» Федерация ко времени событий сериала «Звёздный путь: Следующее поколение» (в частности ко времени создания класса «Галактика» и строительства корабля «Энтерпрайз NCC-1701-D» в частности) сделала большой шаг вперед в технологическом развитии. В частности корабельный варп-двигатели (в том числе варп-гондолы) претерпели довольно сильные усовершенствования, что и позволило уменьшить их относительные (относительно корабля) габариты при значительном наращивании мощности и КПД. А это тоже вполне возможно. То есть сравнительная компактность варп-гондол корабля «Энтерпрайз NCC-1701-D» (в сравнении с относительным размером варп-гондол «Энтерпрайза») всё же тоже вполне естественна.

## Описание
Первый раз корабль «Энтерпрайз NCC-1701-D» появляется в серии «Встреча в дальней точке» сериала «Звёздный путь: Следующее поколение» под командованием капитана Жан-Люка Пикара. В ряде серий оговаривается, что «Энтерпрайз NCC-1701-D» был построен на одной из станций-верфей судостроительной компании Утопия Планития на орбите около Марса (серия «Глаз наблюдателя»). Об этом свидетельствует и мемориальная табличка на капитанском мостике. Корабль «Энтерпрайз NCC-1701-D» является третьим космическим кораблем класса «Галактика» (англ. Galaxy class starship), (первым был звездолёт «Галактика» (англ. USS Galaxy), в честь которого и был назван этот тип кораблей, вторым — «Ямато» (англ. USS Yamato)). Согласно той же табличке, датой выхода корабля «Энтерпрайз NCC-1701-D» из монтажного дока считается звёздная дата 40759.5, которой соответствует 4 октября 2363 года.
На протяжении всего сериала «Звёздный путь: Следующее поколение» команда корабля осуществляет первые контакты с различными расами, включая Боргов (серия «Кто Кью?») и Q-Континуум (серия «Встреча в дальней точке»). Более того, корабль «Энтерпрайз NCC-1701-D» оказывается способен разрушить корабль Боргов во время их попытки вторжения в Солнечную систему в 2366 году (серия «Лучший из двух миров, часть 2»).
В 2371 году во время событий кинофильма «Звёздный путь: Поколения» клингонская «Хищная птица» под командованием сестер Дюраса (англ. Duras sisters) — Лурсы и Б’Этор — заполучило частоту фазовых модуляций боевых щитов «Энтерпрайза-D», сделав их тем самым бесполезными. «Энтерпрайз-D» уничтожает корабль сестер сестер Дюраса (англ. Duras sisters), однако повреждения в системе охлаждения двигателя приводит к необходимости аварийного отделения жилого отсека. Всего через несколько секунд после расстыковки двух частей звездолёта взрывается варп-ядро и уничтожает двигательный отсек. Ударной волной взрыва повреждается двигательная установка жилого отсека, сам же жилой отсек ударной волной практически сброшен с орбиты в атмосферу Веридиан III. Попав в гравитационное поле планеты, жилой отсек совершает жёсткую посадку на поверхность Веридан III, получив при этом настолько сильные повреждения, что его восстановление оказывается невозможным. «Энтерпрайз-D» был заменён «Энтерпрайзом-Е», который впервые был показан в фильме «Звёздный путь: Первый контакт».
Согласно комментариям, сопровождавшим DVD-диск с сериалом, одной из реальных причин, которые привели к гибели корабля «Энтерпрайз NCC-1701-D», стал набросок приземления жилого отсека на поверхность планеты, сделанный технической группой «Звёздного пути». Сценаристы сериала Рональд Д. Мур (Ronald D. Moore), Джери Тейлор (Jeri Taylor) и Браннон Брага (Brannon Braga) увидели этот набросок и у них появилась идея сделать эпизод жёсткой посадки жилого отсека на планету кульминационным эпизодом шестого сезона сериала «Звёздный путь: Следующее поколение». Однако это не было претворено в реальность из-за недостаточного бюджета и из-за сопротивления со стороны продюсера сериала Майкла Пиллера (Michael Piller).

## Альтернативная реальность
В альтернативной реальности, которая была показана в последней серии сериала «Звёздный путь: Следующее поколение» «Все блага мира», в 2395 году корабль «Энтерпрайз NCC-1701-D» всё ещё в строю. Он выведен из линейного состава флота, — теперь корабль «Энтерпрайз NCC-1701-D» личный флагман адмирала Уильяма Райкера, после капитального ремонта и проведённой при этом модернизации на корабле появилась третья гондола, обновлено оружие, также корабль «Энтерпрайз NCC-1701-D» получил способность становиться невидимым (англ. Cloaking device). Эта линия будущего появляется в результате временной аномалии, которую Пикар с помощью Кью пытается предотвратить. Этот «Энтерпрайз-D» способен развивать скорость до варп-13, однако как инженерам удалось этого добиться, неизвестно (то есть не разъясняется).

## Отделение жилого отсека
Как любой звездолёт класса «Галактика» «Энтерпрайз-D» способен разделяться — отделять жилой отсек от двигательного с последующей обратной стыковкой. Отделение жилого отсека используется в различных целях. Это может быть желание командира обезопасить большую часть экипажа и оставить их в тылу в то время, как часть корабля с двигательным отсеком ведёт бои (серии «Встреча в дальней точке», «Арсенал свободы»). Кроме того, жилой отсек может быть использован в качестве дополнительной боевой единицы в дополнение к двигательному отсеку («Лучший из двух миров, часть 2»). Наконец, «тарелка» может выполнять функцию спасательного судна, как это было показано в «Звёздный путь: Поколения».
Класс «Галактика» (в том числе «Энтерпрайз-D») долгое время был единственным классом разделяющихся звездолётов. (Так, «Энтерпрайз-D» в различных теле- и кинофильмах неоднократно выполнял разделение жилого и двигательного отсеков и обратное соединение.) В четвёртом сезоне «Звёздный путь: Вояджер» был продемонстрирован ещё один звездолёт, способный на это — «Прометей» (англ. USS Prometheus) (он же головной корабль одноимённого класса).

## Технические характеристики
Насчитывающий 42 палубы, «Энтерпрайз D» намного больше созданных веком ранее кораблей класса «Конституция»: в длину в два раза и в высоту в восемь раз (серия «Помни меня»).
На первой палубе расположен главный мостик, личный кабинет капитана и конференц-зал, оборудованные блокиратором автоматического отключения системы жизнеобеспечения («Братья»). Главный док расположен на палубе 4, на палубах 4 и 18 — грузовые доки (серии «Силовые игры», «Разломы»), ещё два резервных дока расположены на палубе 13 («Следующая фаза»).
Из серий «Преследуемый» и «Время в квадрате» следует, что доки 2 и 3 расположены на 11 палубе, однако на модели корабля «Энтерпрайз NCC-1701-D» эти доки находятся на 12 и 13 палубах. В последующих эпизодах эта ошибка была исправлена. Док № 4 тоже менял своё местоположение на протяжении 5 и 6 сезонов сериала — между палубами 18 («Силовые игры») и 4 («Разломы»).
8-я палуба является крайне многофункциональной: здесь расположены различные станции для научных исследований («Взаимоотношения»), личные комнаты офицеров, а также боевой мостик («Лучший из двух миров, часть 2»).
В серии «Сердце славы» говорится, что боевой мостик находится на 17 палубе.
Медотсек располагается на 12 палубе («Помни меня»). Согласно серии «Арсенал свободы» и фильму «Звёздный путь: Поколения», в двигательном отсеке есть дополнительное помещение, принадлежащее медицинской службе звездолёта.
Главное помещение инженерного отсека находится на палубе 36 («Преследуемый»), служебные помещения инженерного занимают в общей сложности 12 палуб двигательного отсека, хранилище антиматерии расположено на 42 палубе («Взаимоотношения»).
В серии «Настоящая Кью» было сказано, что звездолёт вырабатывает 12,75 петаватт, просто находясь безо всякого движения на орбите одной из планет. Однако эти данные с точки зрения реальной физики (даже с учётом ожидаемого технологического прогресса в энергетике и в космической корабельной энергетике в частности) кажутся явным преувеличением. Если подставить это число в классическую формулу соотношения массы и энергии E = mc², то получается, что для выработки такого количества энергии «Энтерпрайз-D» ежесекундно должен потреблять около 284 грамма материи и антиматерии (по 142 грамм каждой). Это примерно равно 12.440 тоннам антиматерии в день. Получается, что, даже если все свободные помещения звездолёта использовались бы для хранения запасов топлива (даже с учётом использования корабельных репликаторов для возобновления запасов антиматерии и захватом космического водорода в газовых туманностях), всё равно продолжительность полёта «Энтерпрайз-D» без дозаправки была бы весьма ограничена [уточнить]. Тогда как по легенде «Звёздного пути» «Энтерпрайз-D» обладает очень большой автономностью — способен годами летать без дозаправки, расходуя бортовые энергоресурсы в штатном режиме.

## Капитанский мостик
Капитанский мостик корабля «Энтерпрайз NCC-1701-D» расположен на первой палубе жилого отсека. Было показано много вариантов того, как может выглядеть мостик на кораблях класса «Галактика» — мостик корабля «Энтерпрайз NCC-1701-D» в сериале «Звёздный путь: Следующее поколение» (который подвергся изменениям после первых двух сезонов), мостик корабля «Энтерпрайз NCC-1701-D» в сериале «Звёздный путь: Следующее поколение» в альтернативных временных линиях на протяжении всего сериала, мостик «Энтерпрайза-D» в фильме «Звёздный путь: Поколения» и мостик звездолёта «Одиссей» (англ. USS Odyssey) (серия «Джем’Хадар», «Звёздный путь: Глубокий космос 9»).
Звездолёт также имеет второй — боевой мостик — на восьмой палубе двигательного отсека, который используется при отделении жилого отсека (показан в сериях «Встреча в дальней точке», «Арсенал свободы», и усовершенствованная версия — в «Лучший из двух миров. Часть 2»)

## Тактические и боевые характеристики
Каждый звездолёт класса «Галактика» (в том числе корабль «Энтерпрайз NCC-1701-D») имеет на вооружении 12 фазерных линейных батарей типа Х и три пусковых установки для фотонных торпед, способных выпускать торпеды очередями по 10 торпед каждая. Фазерные батареи расположена на передней части двигательной секции и также на верхней и нижней частях «блюдца». Одно из торпедных орудий находится на нижней части жилой секции (другие на двигательном отсеке), и обе они не действуют в момент стыковки (или расстыковки) двух частей корабль «Энтерпрайз NCC-1701-D» (и любой другой «Галактики»). Из диалога в серии «Головоломка» следует, что в торпедном боекомплекте «Галактики» (в данном случае корабль «Энтерпрайз NCC-1701-D») как минимум 250 торпед.
Кроме того, звездолёт оснащён высокомощными боевыми отражающими щитами.

## Транспортная служба
Звездолёт оснащён как минимум, шестью телепортационными отсеками (англ. Transporter) и двенадцатью транспортными системами других типов. Имеется главный док для шаттлов в жилой секции и два дополнительных в двигательной секции. В распоряжении команды Энтерпрайза есть несколько транспортных шаттлов, кроме того, на корабле имеется специальный капитанский шаттл (англ. Captain’s yacht).

## Медицинская служба и система жизнеобеспечения
Медицинская служба «Энтерпрайза-D» представлена бортовым госпиталем (англ. Sick bay), рядом медицинских лабораторий и различных помещений, необходимых медикам. Известно, что грузовые отсеки и ряд других помещений могут быть переоборудованы в пункты оказания экстренной медицинской помощи. Подобное использование грузового отсека показано в серии «Этика».
В случае возникновения сбоев системы жизнеобеспечения некоторые помещения, такие например, как Бар Гуинан, также называемый «Тен-Форвард», могут быть использованы в качестве убежищ (серия «Катастрофа»)

## Наука и исследования
Поскольку миссия «Энтерпрайза-D» (как и предыдущих «Энтерпрайзов») в первую очередь, научно-исследовательская, на его борту большое внимание уделяется научным исследованиям в довольно большом ряде разделов научных знаний. В частности на борту имеются лаборатории и департаменты, приспособленные для работы в таких направлениях, как звёздная картография, экзобиология (космическая биология), кетология, астрофизика, кибернетика, археология, культурная антропология, ботаника, гидропоника, планетарные геонауки.

## Экипаж
В серии «Помни меня» Беверли Крашер говорит, что экипаж Энтерпрайза насчитывает 1014 человек, на корабле представлены 13 рас, в том числе бетазоиды, клингоны, эль-аурианцы, вулканцы, люди. Кроме того, на всём протяжении миссии корабля «Энтерпрайз NCC-1701-D» в состав команды входили болианец, баджорка, напеанец, андроид. В серии «Гонки» оговаривается, что на борту служат 17 представителей миров, не входящих в Федерацию. В воплощениях Энтерпрайза в параллельных вселенных членами экипажа были ференги («Несовершенное будущее») и кардассианец («Параллели»).
Во многих эпизодах «Нового поколения» оговаривается, что на борту Энтерпрайза-D есть различные образовательные заведения, места для развлечений и культурного досуга экипажа — голодеки (или голопалубы), детский сад, школа, театр, дендрарий, бар Гуинан, также называемый «Тен-Форвард» (англ. Ten Forward). Из серии «Встреча в дальней точке» следует, что на борту Энтерпрайза постоянно находятся не только офицеры звёздного флота, но и гражданские люди, в том числе, члены семей и дети офицеров, несмотря на то, что корабль «Энтерпрайз NCC-1701-D» постоянно сталкивается с ситуациями, которые легко могут закончиться полным разрушением звездолёта и гибелью всего экипажа.
Некоторые члены экипажа-«не-офицеры» работают в сфере обслуживания или науки — например, бармен Бен (серия «Нижние палубы»), ботаник Кэйко О’Брайен (серия «Сорванцы» и некоторые другие). То, что на борту звездолёта также есть дети, всегда вызывало крайнее недовольство со стороны Жан-Люка Пикара («Встреча в дальней точке», «Катастрофа»).

## Старший офицерский состав
Капитан
- Жан-Люк Пикар (2364—2371)
- Уильям Райкер (временно, 2366—67)
- Эдвард Джеллико[англ.] (временно, 2369)

Первый офицер
- Коммандер Уильям Райкер (2364—2371)
- Коммандер Курн (временно, 2366)
- Коммандер Кейран МакДаф (самозванец, 2368)
- Лейтенант-коммандер Шелби (временно, 2366—67)
- Лейтенант-коммандер Дейта (временно, 2369)

Пульт внешнего контроля (Диана Трой называет этот пост в разговоре с Ворфом просто «контроль»)
- Лейтенант-коммандер Дейта (2364—2371)
- Лейтенант Ворф (временно, 2366)

Главный инженер
- Лейтенант-коммандер Сара МакДугл (2364)
- Лейтенант-коммандер Аргил (2364)
- Лейтенант Логан (2364)
- Лейтенант Редж Баркли
- Лейтенант-коммандер Леланд Линч (2364)
- Лейтенант / Лейтенант-коммандер Джорди Ла Форж (2365—2371)

Советник по тактике, начальник службы безопасности
- Лейтенант Таша Яр (2364)
- Лейтенант / Лейтенант-коммандер Ворф (2364—2371)

Начальник медицинской службы
- Коммандер Беверли Крашер[англ.] (2364, 2366—2371)
- Коммандер Кэтрин Пуласки[англ.] (2365)

Советник
- Лейтенант-коммандер / Коммандер Диана Трой (2364—2371)

Пульт пилотирования (навигатор)
- Майлз О’Брайен[англ.] (2364)
- Младший лейтенант Джорди Ла Форж (2364)
- Энсин Уэсли Крашер (2364—2367, до поступления в Академию Звёздного флота)
- Энсин Сариэль Рейджер
- Энсин Гейтс
- Энсин Макнайт
- Энсин / Младший лейтенант Сэм Лавелль (2370)
- Энсин Ро Ларен (2369—2371)

Начальник службы телепортации
- Майлз О’Брайен (2364—2369, до назначения на станцию Глубокий космос 9)